# Ewelina Kopic
Ewelina Kopic-Melillo (ur. 14 grudnia 1981 w Katowicach) – polska dziennikarka i prezenterka telewizyjna.

## Życiorys
Ukończyła animację społeczno-kulturalną na Uniwersytecie Śląskim w Katowicach.
Od 1998 pracowała w TVP Katowice jako prowadząca programu dla dzieci Kleks oraz prowadząca i wydawca programów młodzieżowych, filmowych i muzycznych.
Była finalistką konkursu na prezentera TVP2 zorganizowanego na przełomie 2004/2005. W 2005 została prezenterką studia oprawy tej stacji. W styczniu 2007 została współgospodynią programu Pytanie na śniadanie w TVP2. Od lutego 2007 razem z Wojciechem Jagielskim współprowadziła program rozrywkowy Zakręcony tydzień.
Od 2008 do lutego 2011 pracowała w Telewizji Polsat, gdzie prowadziła talk-show Polsat Café Grunt to rodzinka oraz poranne pasmo Nowy Dzień i program Encyklopedia zdrowia dla Polsat News.
Od marca 2011 do grudnia 2013 pracowała w TV Puls. W stacji tej prowadziła: magazyn showbiznesowy W blasku fleszy (2012), magazyn kulturalno-showbiznesowy Taki jest świat – pod lupą (2011–2012), program prezentujący zadziwiające wydarzenia ze świata kultury, nauki i techniki Do góry nogami (2012), a także program przedstawiający kulisy tras koncertowych polskich muzyków Kręcimy z gwiazdami (2012).
Choruje na bielactwo nabyte.